# Museo civico di Bevagna
Il Museo civico di Bevagna inaugurato nel 1996 nei locali a pianterreno di Palazzo Lepri, si è ampliato all'intero edificio a partire dal 2008 arricchendo in modo importante la conoscenza della storia di Bevagna e del suo territorio, soprattutto per il periodo che va dal XVI al XVIII secolo. La maggior parte dei dipinti appartiene infatti a questo periodo con artisti di chiara fama come Andrea Camassei, Ascensidonio Spacca, Dono Doni e Corrado Giaquinto e con altre opere considerate "minori" ma che tuttavia hanno un valore didattico-culturale oltre che storico-artistico, se considerate in relazione al contesto locale. Le raccolte locali costituiscono infatti una fonte insostituibile dal punto di vista della storia e della cultura locale, indicative del modo di essere e di pensare di una comunità.

## Storia
Prima della recente risistemazione, tutto il materiale pittorico, archeologico e la biblioteca, ha dovuto subire numerosi spostamenti.
L'8 giugno 1872 il comune esprime per la prima volta la volontà di istituire un museo dove riunire le opere acquisite con l'eversione dei beni degli enti religiosi soppressi. A questa data, infatti, risale l'atto con cui l'amministrazione comunale mette all'ordine del giorno lo spostamento della biblioteca dagli ex conventi di San Filippo a San Domenico, insieme ai quadri di pregio esistenti nelle varie stanze municipali, per formare una piccola pinacoteca.
Questa decisione, tuttavia, viene attuata per metà, perché, mentre la biblioteca comunale, comincia ad avere vita nel 1884, bisognerà attendere ancora qualche anno prima che possa essere allestita una raccolta degna di questo nome.
Infatti, nella seduta del 14 novembre 1913, il sindaco comunica di nuovo alla giunta la necessità di trovare un collocamento più decoroso per la biblioteca e la pinacoteca proponendo di trasportare entrambe nella chiesa di San Francesco.
Nell'aprile dell'anno successivo si stabilisce che la biblioteca comunale sia sistemata nell'abside della chiesa, mentre i quadri saranno collocati lungo le pareti laterali, senza apportare modifiche alla chiesa.
Una cartolina del 1915 mostra la trasformazione del luogo di culto in sede espositiva.
Un'ondata di reclami, anche presso la Curia vescovile di Spoleto, pone però all'ordine del giorno la necessità di riaprire al culto la chiesa di San Francesco.
Il commissario Regio pertanto, dopo aver assunto il potere del consiglio comunale, stabilisce che la chiesa “debba ritornare alla sua primitiva destinazione” e che si trasferisca la biblioteca e le opere d'arte
nella sala capitolare del convento di San Domenico.
Bisognerà attendere ancora circa trent'anni, prima che si torni a parlare di pinacoteca.
In occasione infatti delle onoranze tributate al professore Filippo Silvestri, illustre entomologo bevanate, morto nel 1949, il commissario prefettizio delibera di conservare le sue pubblicazioni scientifiche e le sue onorificenze nella biblioteca comunale, posta dal 1924 al primo piano del Palazzo comunale (che a quel tempo era ancora Palazzo Lepri) e, contemporaneamente di sistemarvi anche la pinacoteca.
Nel 1978, a causa della maggiore esigenza di spazi da destinare alla biblioteca, la pinacoteca viene concentrata in tre ambienti del palazzo comunale, denominati sala delle armi, delle monete, del beato Giacomo, senza alcuna distinzione di epoca o di stile.
Nel 1996, dopo lunghi lavori di adeguamento strutturali e di allestimento realizzati dal Comune e dalla Regione, apre al pubblico la nuova sede della pinacoteca comunale al piano terra di Palazzo Lepri.
Dopo il terremoto del 1997, la sede del Municipio viene trasferita nell'attiguo Palazzo già sede della Congregazione di Carità, e la pinacoteca viene allestita nelle nuove sale al secondo piano di palazzo Lepri, che verrà progressivamente destinato ad usi culturali (biblioteca, archivio, pinacoteca, museo archeologico).

### Storia delle collezioni

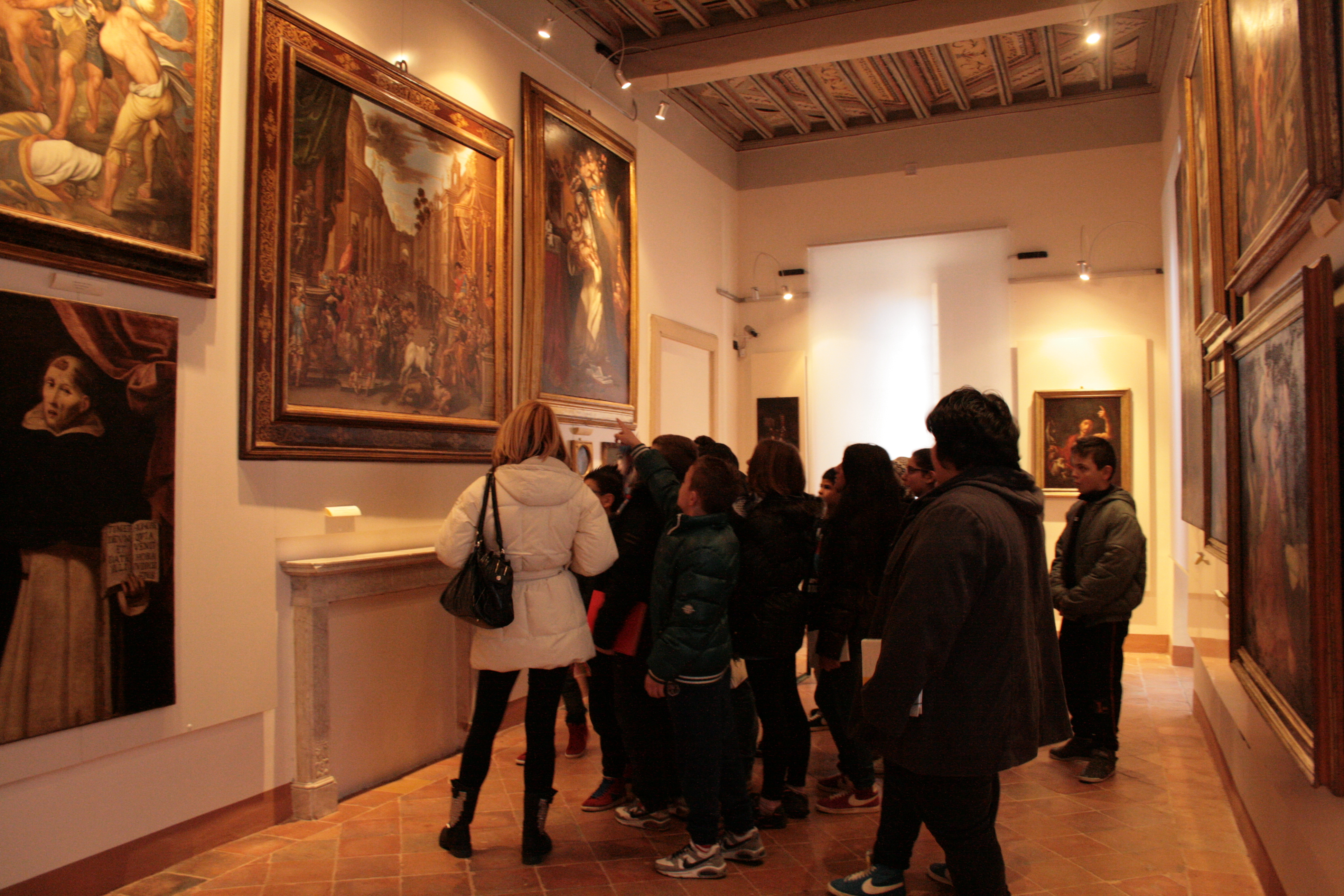
Una sala del Museo civico di Bevagna

Il Museo di Bevagna è costituito da una pinacoteca e da una raccolta archeologica.
La storia della pinacoteca di Bevagna è analoga a quella di altre raccolte umbre, costituitesi con l'acquisizione delle opere d'arte presenti negli edifici di culto degli ordini religiosi soppressi dopo l'Unità d'Italia. Le opere esposte sono state realizzate tra il 1550 e il 1750 e offrono un'ampia testimonianza della produzione artistica e della devozione locale. Il primo nucleo si formò in seguito all'incameramento dei beni ecclesiastici deciso dal neonato Stato italiano nel 1860. Successivamente si aggiunsero altre opere provenienti dalle chiese del territorio e da donazioni di privati.
La raccolta archeologica nel 1838 fu sistemata lungo la scalinata di Palazzo Lepri, allora sede del Municipio. Essa comprende la collezione raccolta dal 1787 dall'Abate Fabio Alberti, studioso mevanate, della quale sono da segnalare alcuni frammenti di sculture colossali (braccia, gamba, piede, forse pertinenti a una stessa statua).

## Percorso espositivo

### Cassa del Beato Giacomo

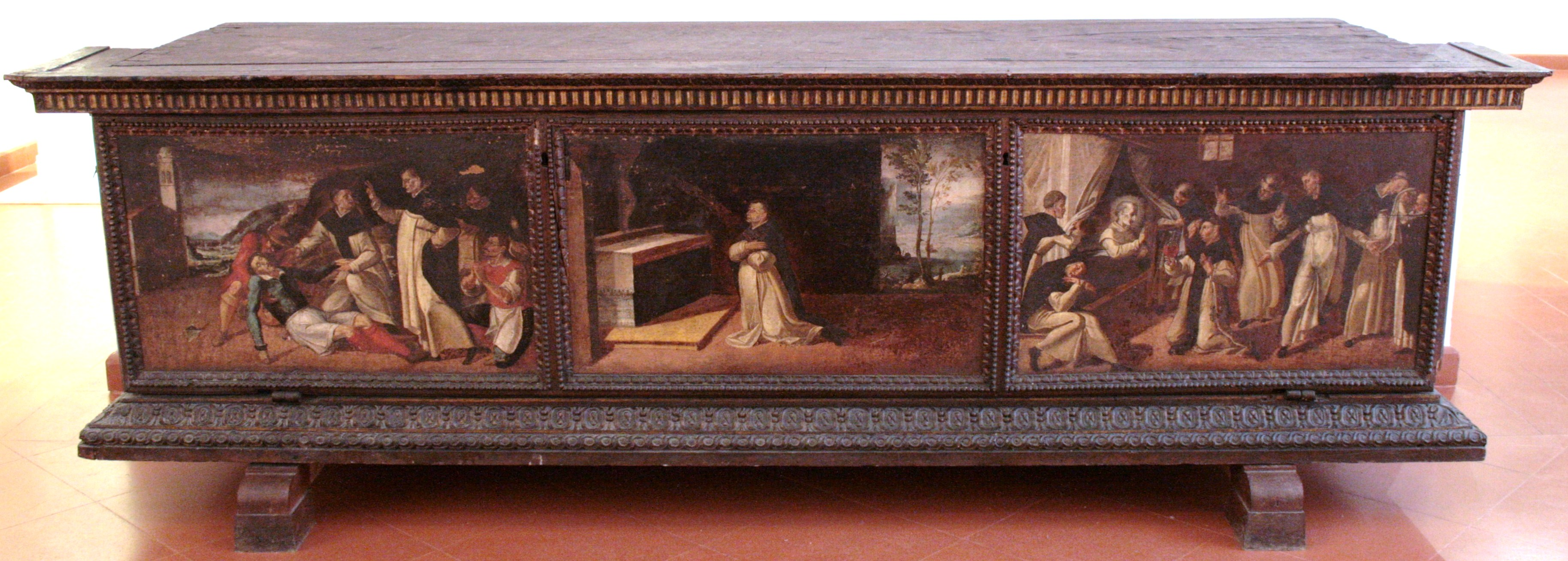
Cassa del Beato Giacomo di Ascensidonio Spacca

La cassa in noce, venne fatta costruire nel 1589 dalla comunità bevanate, anch'essa sensibile al rilancio delle immagini sacre e alla riscoperta di figure del passato in opposizione alla propaganda luterana che le voleva abolire, per ospitare il corpo del venerabile Giacomo Bianconi (nato a Bevagna il 7 marzo 1220, morto il 22 agosto 1301). Fino ad allora il corpo del frate domenicano, considerato taumaturgo e profeta, era stato conservato nella chiesa chiamata poi dei Santi Domenico e Giacomo in un sarcofago romano, di marmo. Le spoglie furono trasferite nel 1686, dopo la beatificazione del 1632, in un'urna di bronzo dorato, che venne posta sotto l'altare maggiore e poi rifatta nel 1930. In quell'occasione la cassa fu spostata in sacrestia e dopo alterne vicende entrò a far parte del primo nucleo della raccolta civica, costituitasi dopo l'emanazione delle leggi post-unitarie.
Realizzata in legno di noce intagliato solo nella parte anteriore, presenta tre scomparti dipinti ad olio.
La sua decorazione venne affidata ad Ascensidonio Spacca, che era considerato il pittore “ufficiale” della religiosità popolare.
La fronte è decorata con tre episodi che raffigurano il Beato, nonché compatrono di Bevagna, che compie i suoi miracoli più conosciuti.
- Nel primo dipinto è raffigurato il miracolo del Beato che guarisce un muratore, di nome Maurizio, caduto dal campanile della nuova chiesa di San Domenico.
- Nel secondo dipinto è raffigurato il frate domenicano che riceve il sangue dal costato del Cristo crocifisso, mentre la voce del Redentore lo rassicura con le parole “Sanguis iste sit in signum tuae salutis” “Che questo sangue sia il segno della tua salvezza".

"Era già arrivato Giacomo all'età di ottant'anni, tutti passati a seguire la parola del Signore, quando fu preso da un momento di preoccupazione per la sua salute. Decise quindi, di recarsi davanti ad un crocifisso , per riceverne conforto. Fu così che, mentre pregava in ginocchio, fu rapito da una profonda estasi in cui echeggiavano queste parole: “Che questo sangue sia nel segno della tua salute; affinché guardandolo nelle tue mani e sentendolo sul tuo volto ti ricordi che io ti amo”; e subito sentì una goccia del dolcissimo sangue sulle sue labbra e vide il costato del Crocifisso macchiato di rosso, proprio come le sue mani".
- Nel terzo è rappresentata l'unzione del Beato Giacomo in punto di morte. Si narra che il frate abbia chiesto dell'acqua proveniente dal pozzo del chiostro della chiesa di San Domenico, e che successivamente l'abbia trasformata in vino, come nel primo miracolo di Cristo.

"C'erano tra il popolo alcuni uomini e donne che non credevano nei fatti miracolosi che Giacomo aveva prodigato nel corso della sua esistenza. Questi arrivarono nella camera dove giaceva il devoto Giacomo, mentre stava per ricevere l'olio santo…
Ricevuto questo sacramento, dette le dovute lodi a Dio perché l'aveva reso degno di partecipare al frutto del suo sangue, che in questa sacra unzione si dispensa, domandò a Dio l'effetto del medesimo sacramento .
Compiuta questa azione si voltò verso gli astanti e disse che aveva sete .
"Ho sete; poche ore mi rimangono da trascorrere con voi”. Poi disse ad uno dei frati di andare a prendere una bottiglia d'acqua dal pozzo e di portargliela.
E così il frate fece; e allora l'uomo di Dio, alzando gli occhi al cielo in atto di pregare, e poi alzando la mano con il segno della Santa Croce benedisse l'acqua dicendo queste formali parole: “Il Benefattore di tutte le persone buone, benedica l'acqua dei suoi servi. Nel nome del Padre del Figlio e dello Spirito Santo, Amen. Padri e fratelli, bevete tutti".
Appena ebbe finito di proferire queste parole, l'acqua si trasformò in vino perfetto, di colore rosso e di un tale sapore che fu considerato da tutti vino miracoloso, cioè vino creato da Dio onnipotente per mezzo del Beato Giacomo, del quale si servì come strumento per dichiarare l'unione che aveva con lui.
Poiché non poterono tutti gustare il vino miracoloso perché la bottiglia era piccola mandò lo stesso frate a prendere altra acqua al pozzo. Così per la seconda volta tramutò l'acqua in vino. Non essendo ancora sufficiente per tutti, Giacomo mandò per la terza volta a prendere dell'acqua e per la terza volta fu trasformata in vino. Così gli increduli che erano accorsi verso il letto di Giacomo, assistettero al miracolo e credettero alla sua santità."
Con il terribile terremoto del 1832, che lasciò quasi incolume la città di Bevagna, fu decretato per cento anni un votivo contributo di riconoscenza al Beato Giacomo, invocato in quella tragica occasione e che ascoltò le suppliche dei suoi concittadini.

### Madonna di Costantinopoli

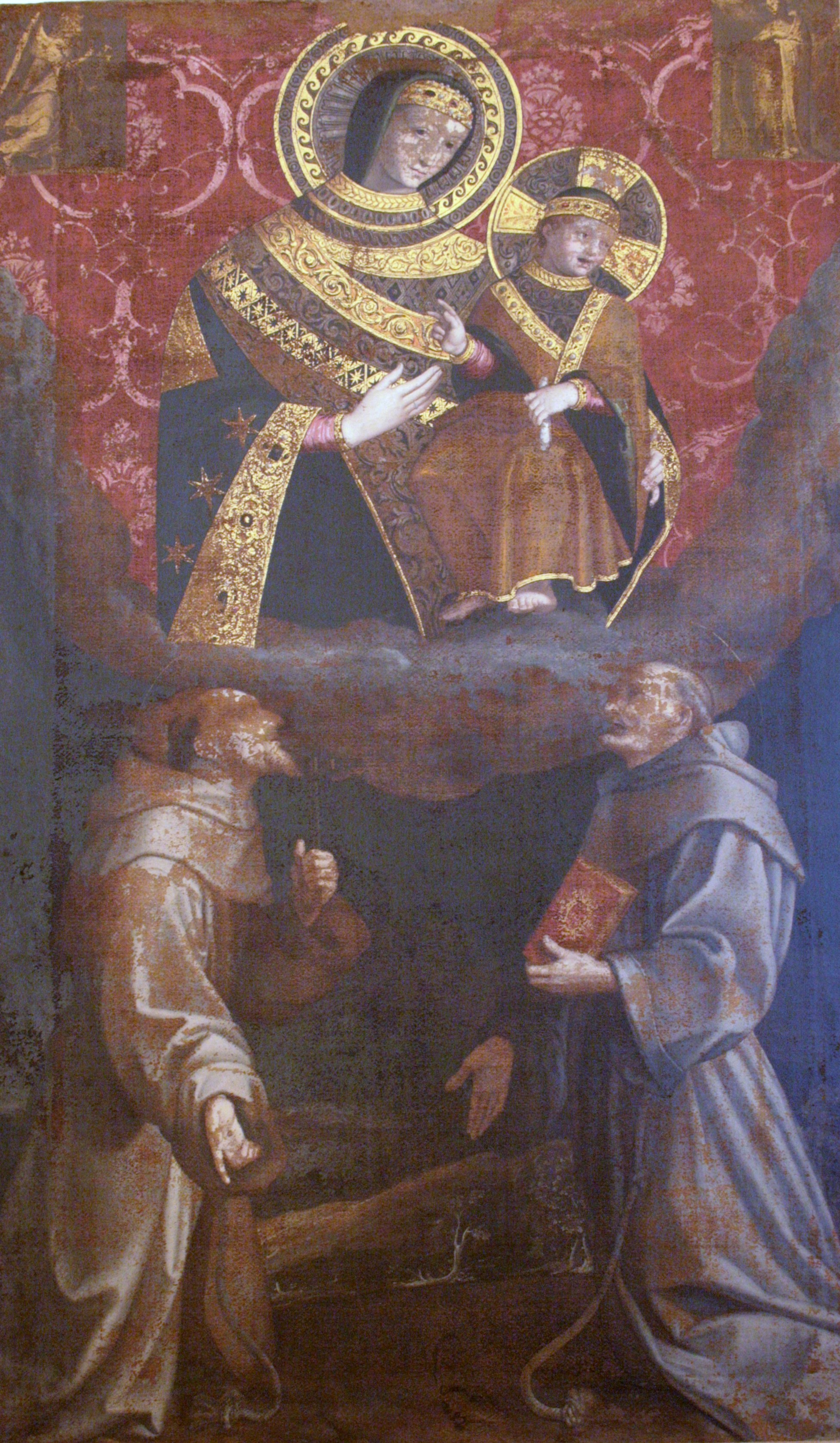
Madonna di Costantinopoli di Ascensidonio Spacca

L'opera raffigurante la Madonna di Costantinopoli, l'Annunciazione e i Santi Francesco e Bernardino da Siena, è analoga per caratteristiche iconografiche e stilistiche ad altre opere del medesimo soggetto e contribuì alla diffusione del culto per la Madonna di Costantinopoli nella media Valle Umbra in tempo di Controriforma.
Grazie all'atto di commissione rinvenuto nel corso di una ricerca d'archivio, si è potuto stabilire che il dipinto fu eseguito da Ascensidonio Spacca nel 1609 per l'altare della cappella dedicata alla Madonna di Costantinopoli nella chiesa di San Francesco, in adempimento delle volontà testamentarie del defunto Loreto Duranti.
Il committente così scriveva il 24 maggio 1609: ”Colui che fa testamento (Loreto Duranti), vuole fare eseguire un dipinto dal Maestro Ascensidonio Spacca pittore, nella sua cappella chiamata "Cappella della Madonna di Costantinopoli" nella chiesa di San Francesco di Bevagna. Come pagamento per questo dipinto, concede a questo Mastro Ascensidonio, 60 scudi. Una parte subito e 30,50 scudi a completamento del dipinto.”
La superficie pittorica della tela presenta numerose cadute di colore che rendono difficoltosa la lettura dei volti dei personaggi. Nella parte superiore del quadro, su una mensola di nubi, proiettata contro un prezioso parato di stoffa damascata, è dipinta l'arcaica e piatta immagine della Vergine con il Bambino, ricalcata sull'antica icona bizantina della Madonna odigitria, cioè che indica la strada, venerata appunto a Costantinopoli.
La Vergine indossa un abito scuro con numerose decorazioni dorate e ha un diadema sulla fronte, simile a quello indossato dal Bambino. Agli estremi degli angoli superiori, entro due riquadri, le figure dell'Arcangelo Gabriele e dell'Annunziata. Nella parte inferiore in ginocchio adoranti, sono raffigurati due santi francescani rappresentati secondo la consueta iconografia e la fissità arcaica delle pose devozionali tipiche del Fantino. A sinistra San Francesco, tiene nella mano sinistra un crocifisso, e a destra San Bernardino da Siena, dai lineamenti emaciati, raffigurato con il suo principale attributo, il Signum Christi, il monogramma IHS circondato da fiamme.
Tra la parte superiore e quella inferiore del quadro esiste un distacco stilistico evidente.
Il gruppo della Madonna e il Bambino, nel registro superiore, appare anacronisticamente piatto, privo di volume rispetto al più naturalistico registro inferiore. Infatti, riprodurre l'iconografia originale della Madonna di Costantinopoli dava lo stesso valore religioso attribuito all'opera bizantina
Ascensidonio Spacca a Bevagna realizzò altre due opere con la stessa iconografia: la tela del 1603 dipinta per il Santuario della Madonna delle Grazie di Bevagna e l'affresco nella chiesa di San Domenico detta del Beato Giacomo.
Queste tre opere sono identiche nella parte superiore, mentre cambiano i personaggi della parte inferiore, secondo il luogo e il committente.

### Pala Ciccoli

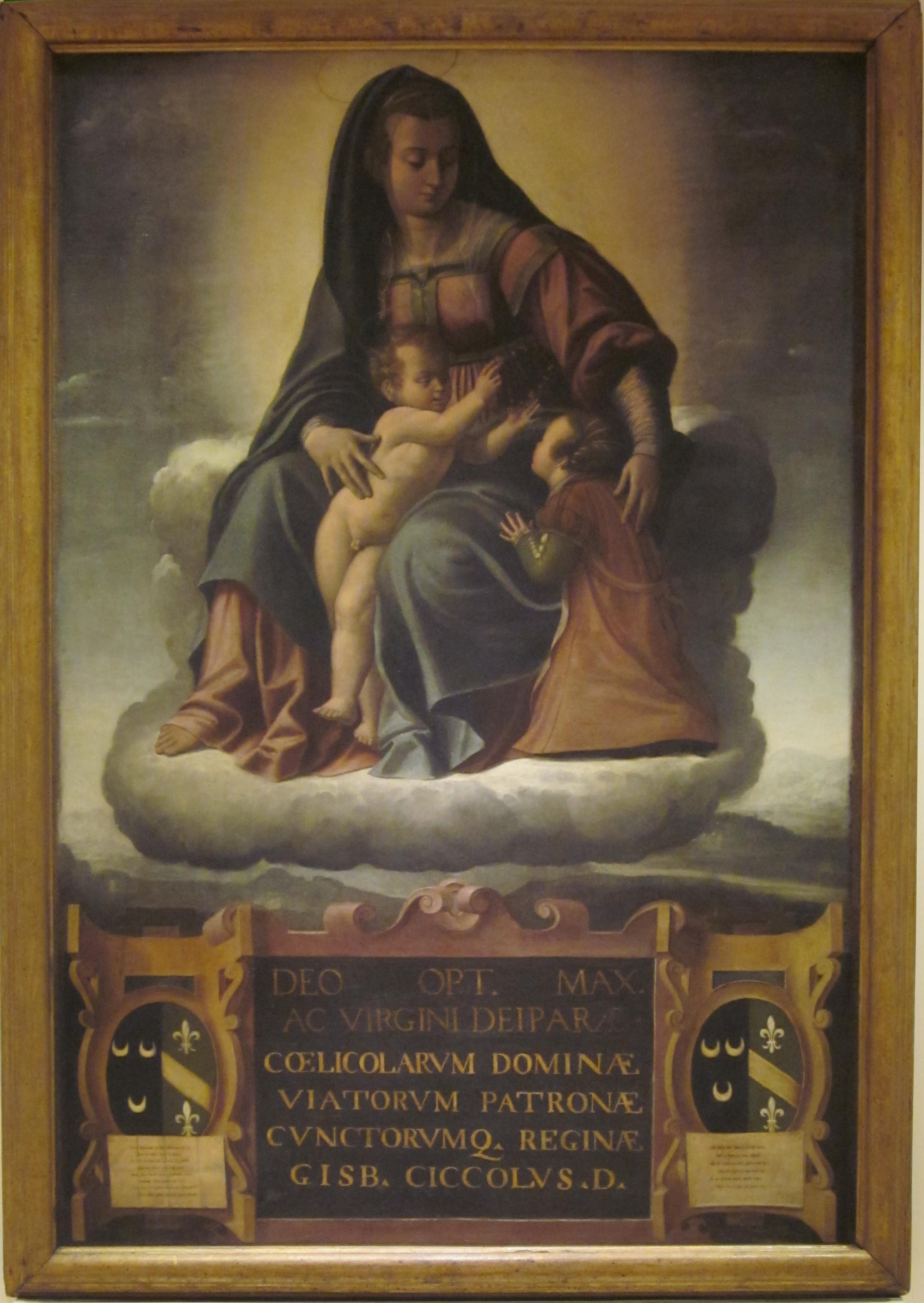
Pala Ciccoli

L'opera realizzata in olio su tela, di dimensioni 210 x 135 cm, proviene dalla chiesa di San Francesco di Bevagna.
Attribuita al pittore assisiate Dono Doni e realizzata tra il 1565 e il 1570, presenta uno stile caratterizzato "da un'asciutta semplificazione delle cifre manieristiche e da una levigata rifinitura delle forme".
Nella parte superiore, sopra un trono di nuvole, vengono raffigurati la Madonna, il Bambino e una bambina inginocchiata che sta per essere incoronata dal Bambino con una ghirlanda fiorita. Il riconoscimento della fanciulla, appartenente alla famiglia Ciccoli, è reso possibile grazie alle iscrizioni che si trovano nella parte inferiore della tela.
Al centro, dentro una ricca cornice a volute, si legge: Deo opt. max./ ac virgini deiparae / coelicolarum dominae / viatorum patronae / cunctorumqu(e) reginae / Gisb. Ciccolus d(onavit) (A Dio ottimo massimo, alla Vergine Madre di Dio, signora degli abitatori del cielo, protettrice di coloro che vanno e regina di tutti Gisberto Ciccoli offrì).
Gisberto Ciccoli dunque, zio della bambina raffigurata, è il committente di questa pala. Dalle iscrizioni presenti nei cartigli ai lati, si deduce anche il motivo alla base di questa commissione.
Ai lati, sotto uno scudo che presenta l'arme dei Ciccoli e accanto a quella dei Sermattei di Assisi, si trovano i due cartigli con le seguenti iscrizioni in corsivo.
- A sinistra: Unica neptis erat prudens pulcherrima, sola haec / Mira suae aetatis corpore et ingenio / Sic dulcis sic chara mihi ut mihi sola senectae / Dulce haec solamen presidiumque foret / Nata decem menses binos compleverat annos, / vivebatque decem quatuor atque Dies / Tunc mors sic neptem invidit mihi saeva quae ausit / Proh Dolor, inferre huic febre furente necem.

Traduzione: "Unica nipote, era saggia, bellissima, lei sola meravigliosa nel corpo e nell'ingegno per la sua età, così dolce così cara a me, da essere per me lei sola dolce sollievo e rifugio della vecchiaia; nata, aveva compiuto dieci anni e due mesi, e visse ancora quattordici giorni; a quel punto l'atroce Morte così me la invidiò che osò, oh dolore, causare la sua fine con una febbre furente".
- A destra: Non Victrix Mors saeva mei solaminis unquam / Mors in nepte fuit gloria nulla tibi, / Spiritus aeternis, ut cernis, sed, Orbe hoc / utque vides longum sic mea Neptis erit. / Sic ego te in vita consolor imagine neptis, / nepte duce et spero sede perenne frui.

Traduzione: "Oh atroce morte, mai (sarai) vincitrice della mia consolazione, la morte di (mia) nipote non ha dato nessuna gloria a te; il (suo) spirito (è), come vedi, nelle sfere immortali e come vedi (sarà) a lungo in questa terra, così mia nepote sarà (sempre fra noi); così io conforterò te in vita con la sua immagine e spero di usufruire. Grazie al suo aiuto, di una dimora eterna".
Dalle due iscrizioni si deduce quindi che alla base della commissione ci sia il grande dolore per la morte della nipote e un senso di impotenza da parte del dottor Gisberto Ciccoli, noto medico e lettore di medicina nello studio di Perugia per non averla potuta salvare.
Il committente probabilmente, entrò in contatto con il pittore Dono Doni grazie al fatto che la moglie di Gisberto Ciccoli era una Sermattei di Assisi, come si ricava dallo stemma vicino ai Ciccoli e anche grazie al fatto che i Ciccoli erano imparentati con “Domina Finalteria de Meneco de Calamo” moglie del notaio bevanate Bonifacio Lucani, già committente di Dono Doni.
Questa pala, all'interno della chiesa di San Francesco, era visibile sullo sfondo di una porta identificata come la ianua coeli (porta del Cielo), e era inserita in un contesto dedicato al culto della Vergine come Immacolata Concezione che inneggiava alla purezza e alla castità. È evidente che la similitudine che questo contesto voleva suggerire era tra la Vergine e la bambina morta precocemente senza peccato, immacolata.

### Modellino Santuario della Madonna delle Grazie
È un modello architettonico in scala ridotta che ha il suo corrispettivo monumentale nel grande edificio costruito nel 1583 sul colle che sovrasta Bevagna (Colpulito).

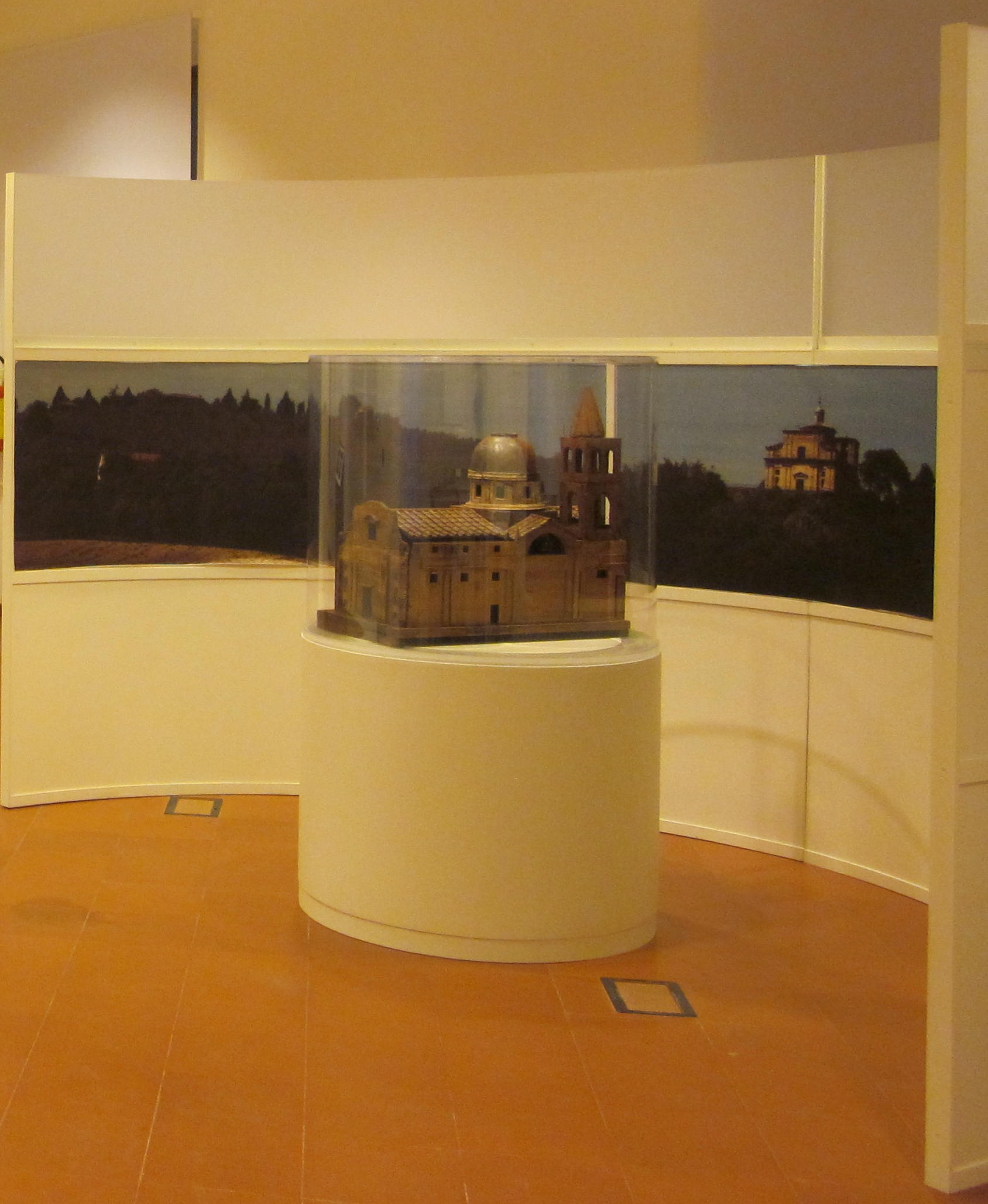
modello ligneo e immagine del Santuario

Come narra la cronaca conservata all'interno del santuario, la chiesa nasce sul luogo dove già si trovava un'edicola fatta costruire un secolo prima. “Un uomo di Bevagna, soprannominato Pancascio, e residente temporaneamente a Roma, assalito d'infermità gravissima dubitava morire. Raccomandatosi alla Vergine, gloriosissima salute degli infermi, la pregò che per sua misericordia gli concedesse grazia poter ritornare prima morisse alla disiata sua patria. Messosi in cammino e giunto dopo vari giorni sul luogo dove è oggi il santuario, non appena da quell'altura vide la cara e disiata sua patria, sentendosi perfettamente ristabilito, decise di ringraziare la Vergine costruendo un'edicola in suo onore, dove fece dipingere una bellissima e devotissima immagine della gloriosissima Vergine Maria; con Gesù nostro salvatore in braccio, che sta in atto di benedire e altre immagini di Santi”. Tutto questo avvenne nel 1462 (data che si leggeva sull'altare della piccola cappella). L'immagine, in breve tempo, divenne oggetto della devozione popolare per i suoi poteri miracolosi.
Il progetto del santuario fu affidato all'architetto perugino Valentino Martelli (Perugia 1550 circa – 1630), che prima di dare inizio ai lavori, consegnò alla Compagnia della Misericordia, incaricata di raccogliere le offerte per la costruzione, un modello ligneo. Il modello prevedeva una pianta a croce latina a tre navate.
La costruzione, fedele al modello, venne realizzata in laterizio, travertino e arenaria. L'utilizzo del modello ligneo, prima dell'inizio dei lavori, è tipico dell'età rinascimentale, come raccomandava anche l'Alberti, a tutti i buoni architetti, nel suo “De re edificatoria”.
Tuttavia le modifiche apportate durante la costruzione sono evidenti. Riguardano soprattutto l'esterno, in modo particolare la cupola e il campanile, mentre l'interno risulta fedele al modello.

### San Giuseppe e Sant'Antonio da Padova

San Giuseppe

Sant'Antonio da Padova

Le due tavole dipinte ad olio da Andrea Camassei, provengono dalla Chiesa Bevanate di San Domenico e Giacomo. Facevano forse parte di un trittico di cui sono rimasti solo i due comparti con Sant'Antonio e San Giuseppe.
La modesta qualità pittorica e le rigide ed acerbe fattezze dei due santi, evidenziano l'appartenenza alla primissima fase di attività artistica del Camassei, prima del 1625 quando affrescò la cappella Spetia e prima della partenza per Roma. Il primo soggiorno romano documentato al 1626, metterà l'artista a diretto contatto con la cultura classicista e lo porterà all'incontro decisivo con il Domenichino, il cui influsso sarà poi dominante.
Il restauro effettuato nel 1995 ha rivelato un uso improprio del legante che ha fatto apparire sulle superfici pittoriche una leggera patina bianca.
San Giuseppe nel dipinto è rappresentato anziano, con barba e capelli grigi, e tiene nella mano sinistra una verga fiorita. La verga fiorita infatti ci ricorda che Giuseppe fu il prescelto dal Signore come sposo di Maria. La storia dello sposalizio della Vergine, narra che il sacerdote consegnò un bastone ad ogni pretendente, e solo a colui cui avrebbe fiorito sarebbe stata data in sposa Maria. Quello di Giuseppe fiorì. Dal bastone uscì anche una colomba nel dipinto rappresentato come lo Spirito Santo. Nella mano destra San Giuseppe ha in mano un anello retto da una catenella, simbolo del suo matrimonio con Maria.
Sant'Antonio da Padova è vestito con il tradizionale saio bruno dell'ordine francescano. Nel dipinto è rappresentato con un giglio bianco, simbolo di purezza, e un cuore per dimostrare l'amore divino per Gesù, nella mano destra. Nella mano sinistra ha un libro con sopra il Bambin Gesù rappresentato con in mano un globo, simbolo di salvatore del mondo.

### Adorazione dei Magi

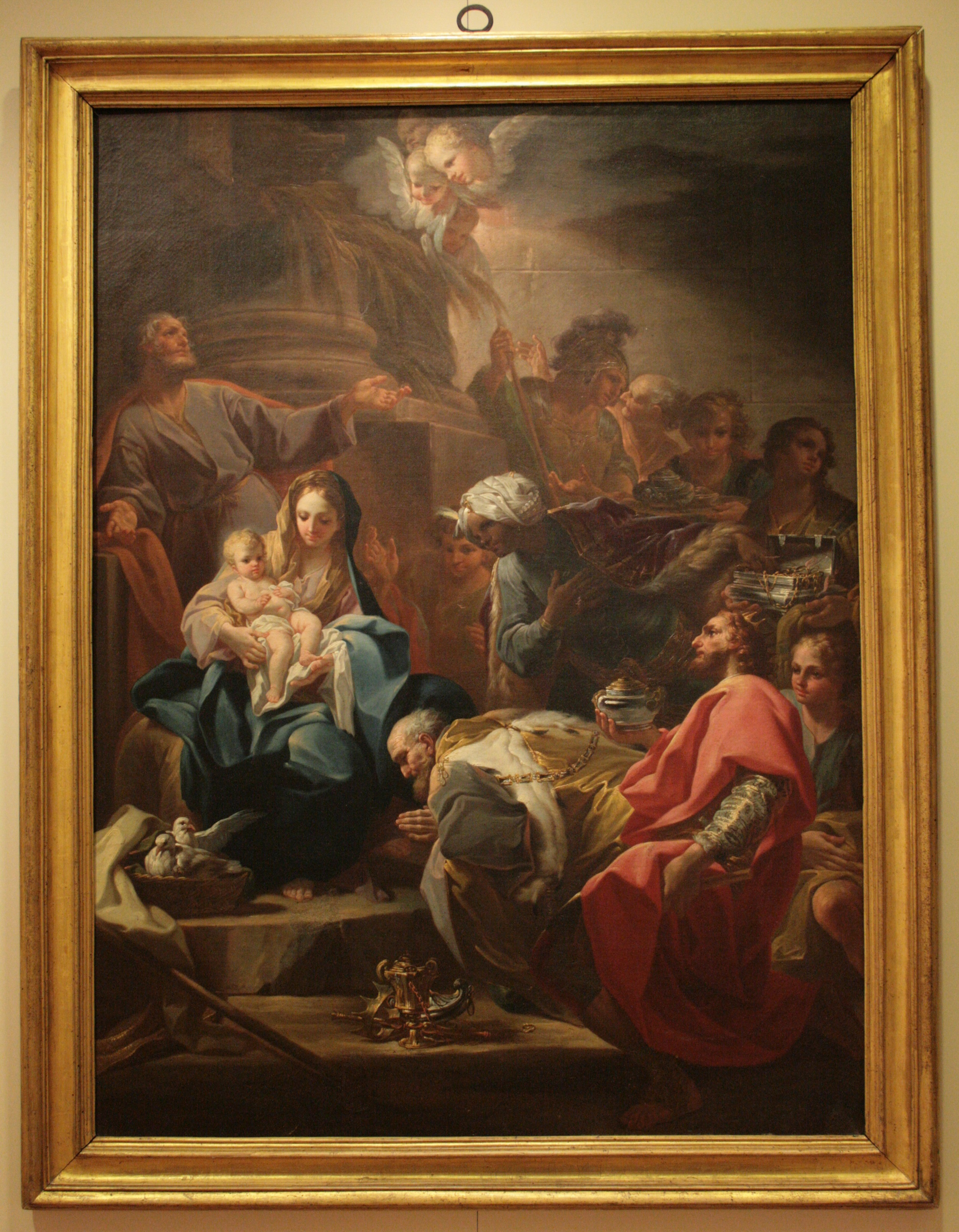
Adorazione dei Magi di Corrado Giaquinto

È un'opera realizzata ad olio su tela di dimensioni 152 x 113 cm. Ritenuto in passato di scuola veneta, il dipinto fu poi attribuito a Corrado Giaquinto. Appartiene quasi certamente alla maturità del maestro, che forse lo realizzò intorno al 1750, alla vigilia della partenza per la Spagna.
Si ignora la provenienza della tela, probabilmente realizzata per qualche nobiluomo o prelato di Bevagna (e non per una chiesa o per il Palazzo Comunale).Bruno Toscano sostiene che l'opera fu commissionata in ambito locale successivamente alla realizzazione di una grande pala raffigurante San Francesco in estasi e l'Immacolata Concezione per l'altare maggiore della chiesa dei Cappuccini a Foligno, che suscitò molto interesse nel territorio.
Prima del restauro del 1970, il quadro era in pessime condizioni di lettura: era sporco e appannato e dubbia era la sua attribuzione. Il restauro ha restituito all'opera la luminosità originaria e ha tolto ogni dubbio sull'artista che l'ha eseguita: Corrado Giaquinto, considerato tra i più grandi pittori del Rococò internazionale dopo Tiepolo (tra i due artisti non corse mai buon sangue).
L'attribuzione non è stata semplice: il dipinto era fortemente malridotto e si pensò a lungo che si trattasse di una copia (tanto più che esiste un'altra versione pressoché identica a questa di Bevagna, a Norfolk in Virginia. Il soggetto raffigurato piacque talmente tanto al pubblico che Giaquinto lo replicò più volte).
Non si hanno notizie del dipinto prima che esso entrasse a far parte della collezione civica. Sembrerebbe quasi senza storia: si ignora la sua provenienza (collezione privata bevanate o piccola cappella gentilizia?). Le dimensioni della tela, comunque, la vorrebbero più proveniente dall'altare di una piccola cappella.
Tutti i personaggi che vi figurano, dalla Madonna col Bambino ai tre Magi a San Giuseppe al guerriero, corrispondono ai tipi cari all'artista.
Nel dipinto, a destra, si vedono i Re Magi Gaspare, Melchiorre e Baldassare, inginocchiati nell'atto di adorazione di Gesù Bambino, che è in braccio a Maria, seduta a sinistra su una scalinata.
I Magi sono riconoscibili dagli abiti sontuosi, dalle corone e dai doni che offrono, deposti in terra, oro, incenso e mirra. Si possono dedurre i diversi continenti di provenienza dei tre dai loro tratti somatici, tipici dell'Europa, dell'Asia e dell'Africa.
Ai piedi di Maria, in un cesto, sono raffigurate due colombe bianche, simbolo della sua purezza. Alle sue spalle c'è San Giuseppe, in piedi con le braccia aperte, in segno di stupore per la singolarità e la grandezza dell'evento.
Sullo sfondo, nella penombra, si intravedono altri personaggi che assistono alla scena, tra cui un soldato e un anziano, indicante gli angeli in cielo.
Vi si riconoscono le caratteristiche stilistiche del Giaquinto: un raffinato e brillante uso dei colori, i contorni sfumati, la maestria e l'attenzione nel rappresentare gli oggetti d'oro, le stoffe in seta e broccato, ed anche la studiata composizione, i personaggi infatti sono disposti lungo una diagonale digradante verso destra.
L'immagine fu replicata più volte dal Giaquinto: una versione molto simile nel soggetto e nelle dimensioni, si trova in Virginia, mentre un'altra, su rame di dimensioni ridotte, si trova in una collezione privata a Londra.
Quest'opera non è una prova di grande impegno da parte di Giaquinto. È di modeste dimensioni e pertanto non dà all'artista la possibilità di sfogare tutta la sua abilità di grande pittore decorativo.
Giaquinto è infatti un pittore di grandi pale d'altare e di grandi decorazioni. Si afferma soprattutto come grande decoratore internazionale.

### Sacrificio di Vitellio

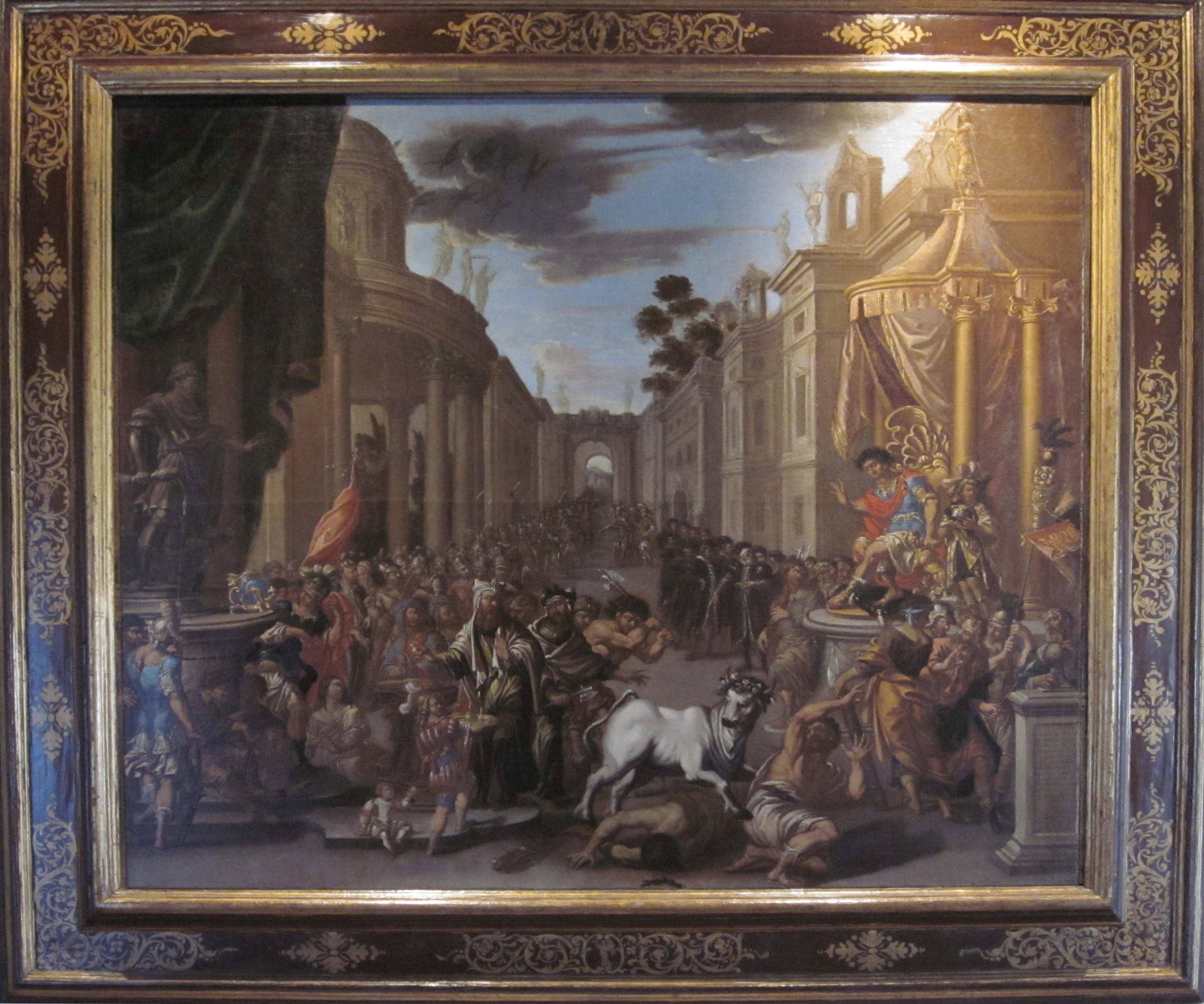
Sacrificio di Vitellio di Francesco Providoni

Il dipinto eseguito ad olio su tela, fu realizzato da Francesco Providoni nella seconda metà del XVII secolo. Si tratta dell'unica opera profana nota di questo pittore.
Il quadro è inserito in un'antica cornice di legno, verniciata in marrone e decorata con motivi vegetali dorati.
Il soggetto del dipinto è tratto dal racconto di Tacito presente nel terzo libro delle Historiae, e riassunto sul plinto in basso a destra.
Vengono raffigurati i presagi negativi che colpirono l'imperatore Vitellio mentre parlava alle truppe, accampate presso Mevania (Bevagna),durante la guerra con Vespasiano:
"Infine, dopo insistenti pressioni dell'esercito stanziato a Mevania, con gran seguito di senatori, trascinati molti dall'ambizione, i più dalla paura, si recò all'accampamento pieno di incertezze e facile preda di malfidi consigli.
Mentre parlava all'esercito, si spiegò sopra di lui, raccapricciante prodigio, un volo di uccelli di malaugurio così fitto da oscurare in una nera nube la luce del sole. S'aggiunse un altro funesto presagio: un toro, scompigliando i preparativi del sacrificio fuggì dall'altare e fu sgozzato lontano, un modo per le vittime, non rituale.
L'episodio è ambientato entro una scenografia prospettica costituita da architetture classiche che evidenziano l'interesse dell'artista per soggetti architettonici e vedute.